# ラインの黄金
『ラインの黄金』（ラインのおうごん、ドイツ語: Das Rheingold）は、ヴィルヘルム・リヒャルト・ワーグナー(Wilhelm Richard Wagner)が1854年に作曲し、1869年にバイエルン宮廷歌劇場で初演した楽劇。台本も作曲者による。ワーグナーの代表作である舞台祝祭劇『ニーベルングの指環』4部作の「序夜」に当たる。

## 概要
『ラインの黄金』は、歌劇『ローエングリン』に続くとともに、後に「楽劇」と呼ばれるようになった最初の作品である。4部作はそれぞれ独立した性格を持ち、単独上演が可能である。このうち『ラインの黄金』は全1幕4場からなり、上演時間は約2時間30分と4部作中もっとも短い。物語も音楽もかなり変化に富み（後の3作で多くの部分を占める、二人だけによる長大な対話場面が本作にはほとんど無い）、序夜というだけでなく4部作の中で最も親しみやすい入門編的性格も持つ。第4場の幕切れとなる「ヴァルハラ城への神々の入城」の音楽は演奏効果が高く、しばしば管弦楽のみで独立して演奏される（劇中ではローゲの歌詞などによって最終的な破滅への予感が強調されており、決して華やかなフィナーレという扱いではない）。
物語は、『エッダ』、『ヴォルスンガ・サガ』など北欧神話の物語を軸にしつつドイツの叙事詩『ニーベルンゲンの歌』を始めとするドイツ英雄伝説や、ワーグナー独自の重層的・多義的な世界が構築されている。直接引用されてはいないが、後述のとおりギリシア神話の影響も多分に見られる。
『ラインの黄金』の台本は1852年11月、音楽は1854年にそれぞれ完成された。1869年9月22日、ミュンヘン宮廷歌劇場にて初演された。『ニーベルングの指環』4部作全曲の初演は、1876年8月13日から17日まで開催された第1回バイロイト音楽祭においてである。
バイロイト音楽祭では4部作が連続上演される。内訳は以下のとおり。
- 序夜　『ラインの黄金』（Das Rheingold） 　本作
- 第1日　『ヴァルキューレ』（Die Walküre）
- 第2日　『ジークフリート』（Siegfried）
- 第3日　『神々の黄昏』（Götterdämmerung）

## 作曲の経緯

### 構想と台本
- 1843年7月にワーグナーはヤーコプ・グリムが出版した『ドイツ神話』を読んで、同書で紹介されていた『ニーベルンゲンの歌』などを知る。
- 1848年10月4日、ドレスデン宮廷歌劇場の指揮者をしていたワーグナーは、ドイツ神話を下敷きにした随筆『ニーベルンゲン神話』を完成。これは後のオペラ作品の構想メモの性格を持つ。当時、ワーグナーには中世の伝説的英雄フリードリヒ1世（赤髭王）を主人公としたオペラの構想があったが、同年夏に『ヴィーベルンゲン一族』を書いてこの構想に決着を付け、『ニーベルンゲンの歌』のジークフリートに移行したとされている[1]。
- 同年11月、オペラ『ジークフリートの死』（全3幕）の台本草案を書く。[2]。
- 1849年5月、ワーグナーが荷担したドレスデン蜂起が失敗、フランツ・リストの援助を得てスイスのチューリヒに脱出する。この事件は、前年に完成していた『ローエングリン』の上演の目処が立たなくなった[3]ことをはじめ、ワーグナーの創作活動に多大な影響を及ぼした。
- エードゥアルト・ドゥヴリアンによって『ジークフリートの死』に叙事詩的回想が多く含まれていることを指摘されたワーグナーは、これを受け容れて1851年5月、『ジークフリートの死』の前編に当たる『若きジークフリート』を構想する。その後も『エッダ』や『ヴォルスンガ・サガ』の要素を採り入れながら、ジークフリートの死という終末からその発端にまでさかのぼって構想が拡大された。
- 1852年7月に『ヴァルキューレ』（第1夜）、同年11月に『ラインの黄金』（序夜）の台本が仕上がる。この年の12月には4部作の台本がすべて完成した。最初に構想されていた『ジークフリートの死』は『神々の黄昏』（第3夜）、『若きジークフリート』は『ジークフリート』（第2夜）となった。

### 作曲
- ワーグナーの自伝『わが生涯』によると、1853年9月5日、イタリアのラ・スペツィアに滞在中のワーグナーは異様な気分を体験した。夢遊病のように、水の流れに身を沈めていくような感じに襲われ、身体を押し包んで流れる元素としての水が4部作全体の最初の要素である変ホ長調の和音に転化、これが『ラインの黄金』の序奏となったとされる[4]。
- 1853年11月から作曲に着手。
- 1854年に『ラインの黄金』のオーケストレーションが完成。こののち『ヴァルキューレ』が1856年、『ジークフリート』は1858年から1864年にかけての中断をはさんで1871年、『神々の黄昏』は1874年に完成する。

## 初演
ワーグナーは1856年4月末に『ヴァルキューレ』の作曲を完成するが、この頃の手紙に、『指環』4部作のために劇場を建てて上演したいと書いている。この時点で『ジークフリート』、『神々の黄昏』はまだ完成していなかったが、ワーグナーには後のバイロイト祝祭劇場の構想がすでにあり、4部作は連続して上演されるべきで、そのいずれかを取り出して上演することには反対であった。しかし、ワーグナーを信奉し全面支援していたバイエルン王ルートヴィヒ2世は全作の完成まで待ちきれず、『ラインの黄金』と『ヴァルキューレ』は全曲初演に先立ち、単独で初演された。
単独初演
1869年9月22日、ミュンヘン宮廷歌劇場にて。指揮はフランツ・ヴュルナー。主な配役は次のとおり。
- アウグスト・キンダーマン（ヴォータン）
- ヴィルヘルム・フィッシャー（アルベリヒ）
- ハインリヒ・フォーゲル（ローゲ）

全曲初演
『ニーベルングの指環』4部作としての初演は1876年8月13日、バイロイト祝祭劇場にて開催された第1回バイロイト音楽祭である。指揮はハンス・リヒター。主な配役は次の通り。
- フランツ・ベッツ（ヴォータン）
- カール・ヒル（アルベリヒ）
- ハインリヒ・フォーゲル（ローゲ）

## 編成

### 登場人物
従来のオペラ作品に必ず用いられた合唱が本作では採用されない。舞台で描かれるのは神話の時代であり、キャラクターとしての人間も登場しない。
- ヴォータン / Wotan（バリトン）　神々の長。北欧神話のオーディンに当たる。妻はフリッカとエルダと人間女性で、人間女性との子供はジークムントとジークリンデ(双子)、エルダとの子供はブリュンヒルデとその他ヴァルキューレたち。北欧神話では、今作のフリッカにあたるフリッグとの子供はバルドル(今作品には登場しない)。
- アルベリヒ / Alberich（バリトン）　ニーベルング族の小人(ドワーフ)。ミーメの兄でハーゲンの親。
- ローゲ / Loge（テノール）　火の神で巨人との半神。北欧神話のロキに当たる。このオペラでは世界を焼き尽くすのはロキの役割だが、北欧神話ではムスペルヘイムの火の巨人スルトの役割。
- ファーゾルト / Fasolt（バス）　巨人族、ファーフナーの兄。後に、弟のファーフナーに殴り殺される。フリッカの妹フライアに恋をしていた。
- ファーフナー / Fafner（バス）　巨人族、ファーゾルトの弟。
- ミーメ / Mime（テノール）　ニーベルング族の小人、アルベリヒの弟。北欧神話のレギンにあたる。
- フリッカ / Fricka（メゾソプラノ）　ヴォータンの妻、フライアの姉で、結婚の女神。北欧神話のフリッグに当たる。
- エルダ / Erda（アルト）　知恵の女神、ヴォータンの妻でブリュンヒルデの母。
- フライア / Freia（ソプラノ）　フリッカの妹、美の女神。今作では、黄金のリンゴ(若返りのリンゴ)を作ることができた。北欧神話のフレイヤに当たるが、黄金のリンゴを作る役割は北欧神話内ではイズンが役割を担っている。
- フロー / Froh（テノール）　幸福の神で、フライアの兄弟。北欧神話のフレイに当たる。
- ドンナー / Donner（バリトン）　雷神。北欧神話のトールに当たり、北欧神話でトールの使う槌をミョルニルという。
- ヴォークリンデ / Woglinde（ソプラノ）　ライン川の川底にある黄金を見張る乙女。
- ヴェルグンデ / Wellgunde（メゾソプラノ）　ライン川の川底にある黄金を見張る乙女。
- フロースヒルデ / Floßhilde（アルト）　ライン川の川底にある黄金を見張る乙女。三人の乙女の中で最も幼い。

　(ヴォークリンデ･ヴェルグンデ･フロースヒルデでは散文のエッダ･古エッダには登場せず、ニーベルンゲンの歌に登場する。)
- ニーベルング族（黙役）　地底ニーベルハイムに棲む小人族。

### 楽器編成
前作『ローエングリン』の3管編成から4管に拡大されて、後のマーラーの交響曲の楽器編成の基礎になった。とくにホルンが金管楽器ともバランスを取るために8本に増強され、バストランペットやコントラバストロンボーン・作曲者が考案したチューバとホルンの中間の楽器ワーグナーチューバが初めて使用されていることが特徴的である。また、弦楽は人数が指定されている。
ピッコロ、フルート 3、オーボエ 3、コーラングレ（オーボエ持ち替え）、クラリネット 3、バス・クラリネット、ファゴット 3（Aの音がでない場合はコントラファゴットで奏する）、ホルン 8（第5・第6奏者はテノール・テューバ持ち替え、第7・第8奏者はバス・テューバ持ち替え）、トランペット 3、バス・トランペット、トロンボーン 3、コントラバス・トロンボーン、コントラバス・テューバ、ティンパニ 2対、トライアングル、シンバル、バスドラム、タムタム、ハープ 6、弦五部（第1ヴァイオリン 16、第2ヴァイオリン 16、ヴィオラ 12、チェロ 12、コントラバス 8）
バンダ：鉄床 18（9パート、舞台裏）、ハープ+1（舞台上）
- バイロイト祝祭劇場では、第1ヴァイオリンが向かって右、第2ヴァイオリンが左と、通常とは逆に配置される。

- 普通のオペラハウスの実演では、コントラバスチューバの奏者が向かって左のワーグナーチューバ群と向かって右のトロンボーン群の間を合わせやすいように絶えず移動して吹いている。

- 普通のオペラハウスの一般のオーケストラ・ピットは狭く予算がかかるので、弦はウィーンで14型でドイツの地方で12型、「ラインの黄金」はティンパニ一人、ハープは3、鉄床は9人以下に良く削られる。

## 構成
全1幕、4場からなる。各場は管弦楽の間奏によって切れ目なく演奏される。

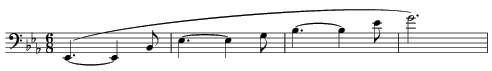
「生成の動機」

序奏
コントラバスの低い変ホ音の持続で始まる。ファゴットがこれに加わり、やがてホルンが「自然の生成」を表す動機（「生成の動機」）を奏し始める。序奏は、この変ホ長調の主和音を持続させたまま、世界の生成・変容を表現する。これをワーグナーは「世界の揺籃の歌」と呼んだ。ホルンが8本まで重ねられると、ファゴットが「ラインの動機」、チェロを始めとした弦楽器群が「波の動機」を示して高揚していく。金管を加えて頂点に達したところで開幕。

### 第1場　ラインの河底
舞台はライン川の河底。ニーベルング族のアルベリヒは3人のラインの乙女たちに言い寄るが、乙女たちは彼を嘲弄する。憤るアルベリヒは河の底に眠る黄金を見つける。黄金の守護者でもあるラインの乙女たちから、愛を断念する者だけが黄金を手にし、無限の権力を得て世界を支配する指環を造ることができると聞かされたアルベリヒは、禁欲ならできるだろうと黄金を奪い、愛を呪う言葉を残して去る。

### 第2場　広々とした山の高み
ヴォータンは巨人族の兄弟ファーゾルトとファーフナーにライン河畔の山上に居城「ヴァルハラ」を造らせ完成させていた。兄弟へは報酬として女神フライアを与えるという契約になっていた。しかし、もともと約束を果たすつもりのないヴォータンは、この契約を勧めたローゲに考えがあるはずとして、ローゲに事態の収拾を図らせようとする。

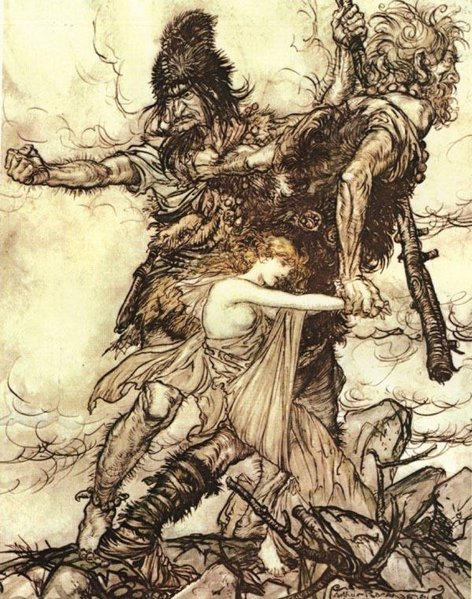
「フライアを連れ去る巨人たち」

ローゲはアルベリヒがラインの黄金を奪い去ったことをみなに話し、ラインの乙女たちが指環を取り戻してほしいと願っていることを伝える。ニーベルング族とは確執のある巨人たちは財宝の話に惹かれ、フライアの代わりの報酬にせよと言い出す。ヴォータンは自身が世界を支配する指環を得たいと望んだことからこの申し出を拒む。怒った巨人たちは、フライアを人質にして連れ去ってしまう。フライアの作る若返りのリンゴが食べられなくなった神々は、もともとリンゴを得られなかったローゲを除いて若さを失い始める。意を決したヴォータンは、ラインの黄金を手に入れるためにローゲを伴って地下に降りてゆく。

### 第3場　ニーベルハイム

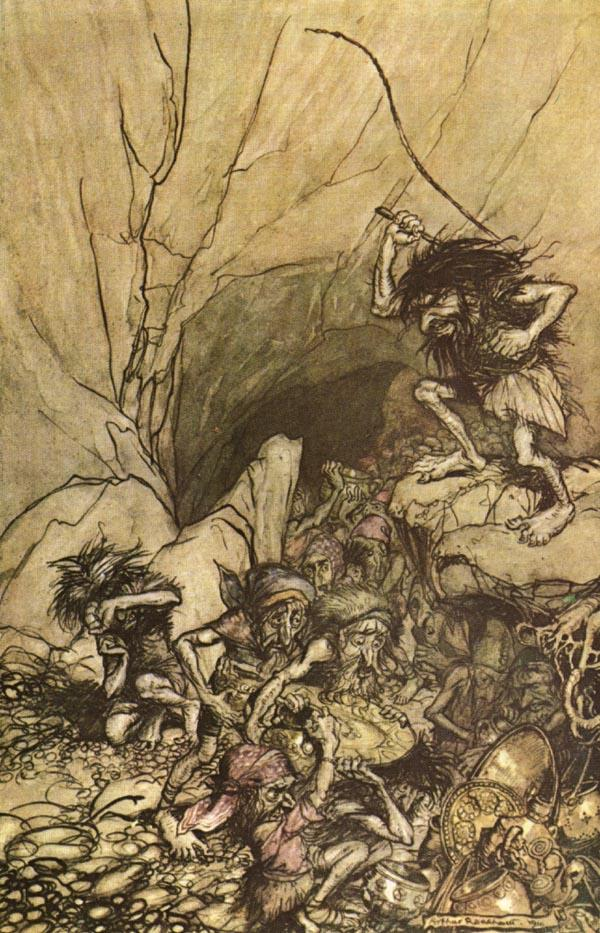
「アルベリヒとニーベルング族」

地底のニーベルハイム。アルベリヒはラインの黄金を指環に矯め、その力でニーベルング族の王となって、弟のミーメも隷属させていた。ミーメは、アルベリヒの指示で造らされた魔法の隠れ頭巾を密かに我が物にしようとするが、アルベリヒに見つかって奪われ、むち打たれる。
ヴォータンとローゲは嘆くミーメから事情を聞き出し、アルベリヒに近づく。アルベリヒは2人を警戒するが、次第にローゲの口車に乗せられ、おだてられて魔法の隠れ頭巾を使って恐ろしい大蛇に化ける。次に小さいものにも変身できるかと問われ、カエルの姿になってみせたところを捕らえられてしまう。ヴォータンとローゲはアルベリヒを縛り上げ、地上に拉致する。

### 第4場　第2場に同じ
再び山上の開けた台地。ヴォータンはアルベリヒに身代金を要求し、アルベリヒは仕方なくニーベルング族を使ってかき集めた財宝を差し出す。それでもアルベリヒは許されず、ローゲに魔法の隠れ頭巾を奪われ、ヴォータンからはラインの黄金を鍛えた指環を無理やり取り上げられてしまう。ようやく自由の身になったアルベリヒは、指環に死の呪いをかけて去る。しかし、念願の指環を手にしたヴォータンは意に介さない。
巨人族の兄弟がフライアを連れて現れ、フライアの身の丈と同じだけの財宝を要求する。ローゲとフローがニーベルング族の財宝を積み上げていく。ローゲが隠れ頭巾を差し出してもまだ足らず、巨人たちはヴォータンの指環を要求する。ヴォータンはこれを断固拒絶、指環はラインの乙女たちに還してやってはというローゲの申し出にも取り合わない。

このとき舞台は暗転し、岩の裂け目からエルダが登場する。エルダはヴォータンに、呪いを避けて指環を手放すよう警告し、世界の終末が迫っていると告げる。ヴォータンはようやく意を決して指環を巨人たちに渡し、フライアを解放させる。財宝をすべて手に入れた巨人の兄弟は、その取り分をめぐって争い始め、ファーフナーはファーゾルトを棍棒で打ち殺す。アルベリヒの呪いが早くも現れたことに衝撃を受けるヴォータン。
暗い空気を払うため、ドンナーがハンマーを振るって雲を呼び集め、雷を起こす。これより「ヴァルハラ城への神々の入城」の音楽。フローが神々の城に虹の橋を架ける。ヴォータンは城に「ヴァルハル」と名付ける。「剣の動機」がトランペットで現れ、英雄の登場を予告する。虹の橋を渡って神々は入城してゆく。彼らに続いて入城しようとしたローゲは、神々の没落を見通し、炎となってすべてを焼き尽くしてしまおうと独白する。ラインの娘たちが嘆き、地上にあるのは偽りばかりという歌が谷底から聞こえてくる。ラインの娘は実際、舞台上には登場しない。「ヴァルハルの動機」や「虹の動機」による、壮大で圧倒的な音楽による幕切れ。

## 配役について
『ラインの黄金』において、とくに重要なキャラクターは、ヴォータン、アルベリヒ、ローゲであり、この3人の配役が上演の出来を大きく左右する。彼らに次いで重要なのは巨人族のファーゾルトとファーフナー、そして知恵の女神エルダである。ラインの乙女は三人一組のキャラクターだが、4部作の冒頭とフィナーレを飾り（歌唱自体はブリュンヒルデとハーケンが締めくくる）物語全体の鍵を握っている。
ヴォータン
『ニーベルングの指環』4部作全体の主役といえるが、その性格と役割は物語とともに変化する。本作では、野心にあふれた政治家的な容貌を見せる。声域はバリトンだが、他を圧する威厳や存在感が求められる。
アルベリヒ
ヴォータンと同じバリトンで、物語でもヴォータンの影のような役割をもつ。「主役」に拮抗するだけの存在感が要求される。
ローゲ
キャラクターとして登場するのは本作のみだが、物語上では炎となって繰り返し現れ、最後には世界を焼き尽くす重要な存在。ヘルデンテノールとキャラクターテノールが歌う場合があるが、キャラクターテノールによって歌われることが多い。
ファーゾルト、ファーフナー
巨人族の兄弟はともにバスだが、ファーゾルトは愛情志向でお人好し、ファーフナーは権力志向で狡猾と性格が描き分けられており、この対比が表現される必要がある。
エルダ
本作では活躍の少ない女声のなかでも出番はわずかながら、印象に残る存在。警告する内容の重大さにふさわしい、低く深い声が必要。

## 音楽
『ラインの黄金』の音楽は、前作『ローエングリン』より管弦楽編成（上記）が拡大されただけでなく、実験的といえるほど劇性・表現性が打ち出された、いわゆる「楽劇」スタイルをとる。

### 表現性の拡大
歌詞との関係では、歌詞の韻律と音楽の拍節を意図的にずらすことで、より心理的・演劇的表現が追求されている。また、小人や巨人など異形のキャラクターの表現も特徴的で、小人には半音進行が多く、性急でぎくしゃくした音型を当て、巨人に対しては暴力的リズムの反復に金管の粗野な響きが組み合わされる。
さらに、異例な進行を反復することで、正常な進行を異化させる効果を打ち出した。例えば、第3場でミーメが「アルベリヒが悪知恵めぐらし」と歌う箇所では、3度音程を減5度という間隔で反復進行させ、そのあとにつづく単純明快な長三和音の分散型が、奇怪でおぞましい印象を与えるものとなる。この手法は、ワーグナーが後に掲げた「価値の反転」の先触れとなるものである。

### ライトモティーフの機能

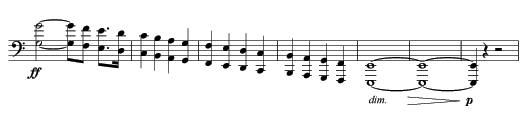
「槍の動機」＝「契約の動機」

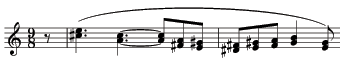
「指環の動機」

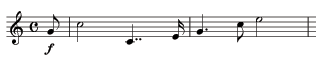
「剣の動機」

フランスの音楽学者アルベール・ラヴィニャック(1846 - 1916)によれば、『指環』四部作中に計82のライトモティーフ（示導動機）が数えられ、そのうち34が『ラインの黄金』に現れるとされる。
ライトモティーフは、キャラクターに固有の音型を付けるというような単純なものでなく、一つの動機が複数の概念をはらみ（例:「槍の動機」＝「契約の動機」）、さらに別の動機に発展、変容するなど、相互に近親性を持つものがある。例えば、第1場から第2場への転換では、「指環の動機」が「ヴァルハルの動機」へと滑らかに移行する。また、幕切れ近くに初めて示される「剣の動機」は、台本で直接「剣」について語られることがないにもかかわらず、変ニ長調のなかにハ長調で現れ、次作の悲劇を予告するかのような働きをする。これらは、ライトモティーフの体系化を困難にしている。
ワーグナー自身がライトモティーフについて説明したことはなく、『指環』4部作のライトモティーフについて最初に分析したのはハンス・フォン・ヴォルツォーゲン（1848年 - 1938年）である。ワーグナーはヴォルツォーゲンの分析について、「自分でもこれほど見事に分類できない」と語っている。これらは、ワーグナーがライトモティーフの体系化をあえて拒んだことを示唆しているとも考えられている。

## ギリシア神話・哲学の影響

### ギリシア神話
ワーグナーは1840年代の半ばにアイスキュロスのギリシア悲劇に接し、ソポクレス、エウリピデスの悲劇、ホメロスの叙事詩、プラトンの著作などを渉猟し、アリストパネスを高く評価していた。『指環』4部作において、なかでも強い影響が見られるのはアイスキュロスである。
アイスキュロスの悲劇のうち、とくにワーグナーが手本にしたと見られるのは、『オレステイア』と『プロメテウス』各3部作である。アイスキュロスの頃、ギリシア悲劇は3部作として上演されており、これにサテュロス劇を加えた4部構成とされた。『指環』4部作は、この形式を踏まえたものである。
アイスキュロスの訳者ドロイゼンは、『プロメテウス』3部作の復元を試みており、ワーグナーはこの復元版に依拠している。この復元版と照らすと、4部作のうち『ラインの黄金』は『火をもたらすプロメテウス』（盗み）、『ヴァルキューレ』は『縛られたプロメテウス』（処罰）、『神々の黄昏』は『解放されたプロメテウス』（救済）というテーマが対応する。残る『ジークフリート』はサテュロス劇に対応することになる。
また、『指環』4部作に「舞台祝祭劇」と名付けたのも、ギリシア悲劇が祭祀的に上演されていたことを受けたものであり、ワーグナーは4部作と同時に、これらを上演するための特別な劇場を構想、後のバイロイト祝祭劇場建設に至る。

### ギリシア哲学
『ラインの黄金』では、4部作の中心主題となる、世界を支配する「指環」が作られた経緯が語られ、それに伴って、愛情と権力の葛藤という図式が提示される。アルベリヒが権力を求めて愛を捨てることが物語の発端となるが、ヴォータンとフリッカの対立や巨人族兄弟の対比にもまた、権力志向及びこれと相対する愛情志向の投影が見られる。
こうした二元論・宇宙論的構成は古代ギリシアの哲学者エンペドクレスの応用である。第2場では、ローゲが「水・地・風」を経巡ってきたと歌うが、ローゲ自身は「火の化身」であり、エンペドクレスが唱えた四元素説がここに示されている。エンペドクレスは、四元素を結合する要素が愛（Philia）、分裂させる要素が憎悪（Neikos）であるとした。ワーグナーは本作品にNeidspiel（権力闘争）やNeidtat（嫌がらせ）など造語を用いており、この造語成分であるNeidは、Neikosと語呂・意味内容が一致している。

## 『ラインの黄金』の現代性
『ニーベルングの指環』を構想中のワーグナーは、ドレスデン蜂起に参加してスイスに亡命を余儀なくされた。この事件はワーグナーの革命思想を挫折させるものとなったが、『指環』4部作にはこの思想の名残が認められる。また、4部作に先立って構想的に書かれた『ニーベルンゲン伝説』及び『ジークフリートの死』では、ニーベルング族の「解放」がワーグナーの念頭にあったことが示されている。
例えばローゲには、ドレスデン蜂起の中心となったロシアの無政府主義者ミハイル・バクーニンの思想の投影が認められる。また『ラインの黄金』では、山上の神々、河底のラインの乙女、地下世界の巨人や小人族と、階層の上下関係が明瞭である。実際、1877年にロンドンを訪問したワーグナーがテムズ川を川蒸気で観光した際、妻コジマによると、ワーグナーは「ここはアルベリヒの夢が現実になっている。霧の都（ニーベルハイム）、世界支配、労働と勤勉、いたるところ重くたれ込めたスモッグ」と感想をもらしたという。こうしたことから、後世、現代社会になぞらえる解釈がされてきており、以下に例を挙げる。
- 『指環』4部作のうちに現代のドラマを読み取ったのはバーナード・ショーである。彼は、アルベリヒにむち打たれて使役されるニーベルング族に、同時代の労働者の姿を見た。
- またワーグナーの孫で、『ラインの黄金』でニーベルハイムを工場に見立てたり、「隠れ頭巾」の代わりにシルクハットを用いて演出したヴィーラント・ワーグナーは、「ヴァルハルの城は、ウォール街だ」と発言している。
- 1976年に『指環』の画期的演出で注目を集めたパトリス・シェローは、4部作中でも『ラインの黄金』が深く19世紀のイデオロギーに根ざした作品であり、その気になれば、マルクス主義的解釈にもっとも適していると指摘している。

## 編曲
メルセデス・ベンツの2018年春のCM「The Best for You」